# قطعنامه ۷۹۸ شورای امنیت
قطعنامه ۷۹۸ شورای امنیت سازمان ملل متحد که در تاریخ ۱۸ دسامبر ۱۹۹۲ تصویب شد، سندی بین‌المللی دربارهٔ بوسنی و هرزگوین است. این قطعنامه طی نشست ۳۱۵۰ام با ۱۵ رای موافق، ۰ مخالف و ۰ ممتنع تصویب شد.